# Kid Dempsey
Kid Dempsey hay Kít Đăm Xây (1913-1987) tên thật là Nguyễn Văn Phát là một đại võ sư nổi tiếng người Việt Nam ở bộ môn quyền Anh. Ông được mệnh danh là "ông vua của làng boxing Việt Nam", đồng thời là cây đại thụ của làng võ Việt Nam thế kỷ 20.

## Tiểu sử
Kid Dempsey tên thật là Nguyễn Văn Phát sinh năm 1913. Ông có người em trai tên là Huỳnh Tiền, một đại võ sư nổi tiếng Sài Gòn kém ông 3 tuổi. Giữa hai người có mối hận thù sâu sắc nên sau này ông bỏ họ cha (Huỳnh) theo họ mẹ (Nguyễn). Sau này vì ngưỡng mộ tài năng của tay đấm Jack Dempsey, ông quyết định đổi tên thành Kid Dempsey.

## Sự nghiệp
Năm 1939, Kid Dempsey trở thành nhà vô địch quyền Anh toàn Đông Dương sau nhiều chiến thắng trước các đối thủ trong nước. Trong chiến tranh thế giới thứ hai, ông bị chính quyền Pháp thuộc bắt đi làm lính đánh thuê. Trong thời gian ở Pháp, ông thi đấu 200 trận, trong đó có 2 lần tranh giải boxing toàn nước Pháp và từng đoạt chức Á quân, hai chiếc huy chương bạc hạng ruồi. Năm 1959, Kid Dempsey trở về Việt Nam và trở thành cái tên nhận nhiều lời thách đấu nhất lúc đó. Trong 475 trận thi đấu của mình, Kid Dempsey "chưa bao giờ đầu gối chạm sàn đài".

## Phong cách thi đấu
Theo võ sư Hồ Tường, Kid Dempsey nổi tiếng với ba đòn đấm cơ bản của quyền Anh là đấm thẳng, móc ngang và móc lên. Vì không thể sử dụng đòn chân, nên ông thường dụ dỗ đối phương dùng nhiều đòn chân ở hiệp đầu, khiến đối phương kiệt sức và buộc phải đấu tay đôi với ông.

## Gia đình
Trong quãng thời gian sống ở Pháp, Kid Dempsey từng có một người vợ người Pháp và hai người đã có một người con trai. Sau này trở về Việt Nam ông có thêm một người vợ Việt, nhưng vào tuổi xế chiều hai người đã chia tay.

## Qua đời
Kid Dempsey qua đời trong hoàn cảnh nghèo khó ở Thành phố Hồ Chí Minh sau một thời gian lâm bệnh nặng.